# 나와프 알테미아트
나와프 알테미아트(아랍어: نواف التمياط, 1976년 6월 28일 ~ )는 사우디아라비아의 전직 축구 선수로 과거 포지션은 미드필더였다.
2000년 아시아 올해의 축구 선수와 아랍 올해의 축구 선수, 사우디아라비아 올해의 축구 선수로 선정되었으며 1998년 FIFA 월드컵과 1999년 FIFA 컨페더레이션스컵, 2000년 AFC 아시안컵, 2002년 FIFA 월드컵과 2006년 FIFA 월드컵에서 사우디아라비아 대표팀의 일원으로 참가하였다.